# A magas lány 2.
A magas lány 2. (eredeti cím: Tall Girl 2) 2022-ben bemutatott amerikai romantikus-filmvígjáték, a 2019-es A magas lány című film folytatása. Rendezője Emily Ting, forgatókönyvírója Sam Wolfson. A főbb szerepekben Ava Michelle, Sabrina Carpenter, Griffin Gluck és Steve Zahn látható.
A filmet 2022. február 11-én mutatta be a Netflix.

## Rövid történet
Miután Jodi Kreyman népszerűségre tesz szert, félreértései elkezdenek egyre jobban törést okozni a körülötte lévőkkel. Ekkor kell igazán "helytállnia".

## Cselekmény
Jodi újonnan szerzett hírneve és új vágya, hogy szerepet kapjon a tavaszi musicalben, azonban hatalmas akadályoknak bizonyul az egyébként zökkenőmentes kapcsolatában Dunklemannel. Azon kapja magát, hogy saját félelmeivel és szorongásos rohamokkal küzd. Miután megkapta Kim főszerepét a "Bye Bye Birdie"-ben, Jodi összezavarodik. Bizonytalanságai egy hangon keresztül szólítják meg a fejében. Tommy Jodival szemben játssza a főszerepet a produkcióban.
Jodi tipikus kamaszkori problémákkal küzd. Rengeteg terhet cipel a vállán a fiú, akivel randizik, a barátságai, a zaklatás, a musical és a kényelmetlenül érző szülei között. Rengeteg stressz éri, és úgy érzi, teljesen le van terhelve. Az önbizalmára összpontosítva Jodi végül rájön, hogyan szűrheti ki ezt a negatív hangot. Úgy dönt, hogy inkább az elméjét irányítja, mint fordítva. A szülei mindent megtesznek azért, hogy gyermekük sikeres legyen. Eközben mások a saját bizonytalanságukkal küzdenek, míg Jodi a fejében lévő negatív gondolatokkal küzd. Harper, Jodi húga, megpróbálja bebizonyítani, hogy többre képes, mint szépségversenyeken indulni. Fareeda azt szeretné, ha a szülei hinnének a céljában, hogy divattervező legyen. Dunkleman kapcsolata Jodival gyakran megkérdőjeleződik. Jodit a próbák kezdete óta gyötri a negatív belső hang, amely azt mondja neki, hogy nem elég jó. A zsarnok Kimmy pedig, akit legyőzött a főszerepért, most elszántan gondoskodik arról, hogy Jodi lelépjen.
Kimmy be akarja vonni Schnippert a cselszövéseibe, de ő visszautasítja, mivel az első csókjuk óta belezúgott Jodiba. Kimmy rájön, hogy nem kell sokat tennie, hogy felbosszantsa Jodit, így a próbák első hete Tommy biztosítékai ellenére sem a tervek szerint alakul. A feszültség végül Jodi kapcsolatát is megviseli, amikor Jack, aki miután megígérte neki, hogy kihagyhatja az évfordulós vacsorájukat a próbák miatt, feldühödik, amikor a lány valóban így tesz. Nem sokkal később elválnak, és Jodi közelebb kerül Tommyhoz, akivel egy éjszaka csókot váltanak. Jodi elkezd kibékülni Jackkel, de amikor bevallja, hogy mással csókolózott, Jack dühösen reagál, és hivatalosan is szakítanak. A férfi szerződést köt Stig nővérével, Stellával, aki épp a saját szakításán megy keresztül, és megesküszik, hogy soha többé nem találkozik vele.
Jodi részt vesz az előadás előtti "égetési szertartáson", amelynek célja, hogy a szereplők megtisztuljanak minden negatívumtól az előadás előtt. Fel akarja gyújtani a cipőt, amit Jack adott neki, de félúton meggondolja magát. Kimmy az, aki megmenti őket a tűztől, ami a zsarnokság megváltásának kezdetét jelenti. Annak ellenére, hogy Tommy érdeklődik iránta, Jodi bevallja, hogy még mindig nincs túl Jacken, és megegyeznek abban, hogy csupán barátok lesznek. Jodi áldását adja Fareedára, hogy Stiggel randizzon a megnyitó előtti ünnepségen, és Jack megjelenik, hogy lelkesítő beszédet tartson Jodinak. Stella meg is szidja őt egy régóta esedékes szidásért, amiért úgy reagált Jodi és Tommy csókjára.
Annak ellenére, hogy a szülei útmutatást adtak neki, hogyan kezelje az idegességet, Jodinak még mindig gondjai vannak a belső hangjával a premier estéjén. Kimmy azzal teszi teljessé a megváltást, hogy visszautasítja Jodi ajánlatát, hogy átvegye a helyét a színpadon, ehelyett azt mondja Jodinak, hogy ő a színfalak mögött marad, és ad neki vezényszavakat, ha valamit elfelejt.
A premier sikerrel zárul, és a műsor után Jodi végre elhallgattatja belső kritikusát azzal, hogy emlékezteti magát, elég jó ahhoz, hogy ezt megcsinálja. Amikor Jack megérkezik, elárulja, hogy egész este a világítófülkében fotózott. Bevallja szerelmét Jodinak, amit a lány viszonoz, kibékülnek és megcsókolják egymást.

## Szereplők
| Szerep          | Színész              | Magyar hang        |
| --------------- | -------------------- | ------------------ |
| Jodi Kreyman    | Ava Michelle         | Kardos Lili        |
| Harper Kreyman  | Sabrina Carpenter    | Csifó Dorina       |
| Jack Dunkleman  | Griffin Gluck        | Csiby Gergely      |
| Stig Mohlin     | Luke Eisner          | Czető Roland       |
| Fareeda Marks   | Anjelika Washington  | Hermann Lilla      |
| Schnipper       | Rico Paris           | Hám Bertalan       |
| Stella Mohlin   | Johanna Liauw        | Kardos Eszter      |
| Kimmy Stitcher  | Clara Wilsey         | Bogdányi Titanilla |
| Richie Kreyman  | Steve Zahn           | Fekete Zoltán      |
| Helaine Kreyman | Angela Kinsey        | Dudás Eszter       |
| Tommy Torres    | Jan Luis Castellanos | Penke Bence        |

## A film készítése
2020. december 1-jén a Netflix megbízta Sam Wolfsont, hogy írja meg A magas lány folytatását, amelyben Ava Michelle visszatér Jodi szerepében.
A forgatás 2021. április 12-én kezdődött és 2021. május 21-én fejeződött be a louisianai New Orleansban. A film 2022. február 11-én mutatták be. 2022. január 19-én jelent meg az előzetese a YouTube-on.

## Fogadtatás
A Rotten Tomatoes oldalon a film 6 kritika alapján 50%-os minősítést ért el, 4,6/10-es átlagértékeléssel.